# Слепнёво (Куньинский район)
Слепнёво — деревня в Куньинском районе Псковской области России. Входит в состав Куньинской волости.

## География
Расположена в 26 км к югу от райцентра, пгт Кунья, на берегу одноимённого озера Слепнёво.

## Население
| 2001 | 2002 | 2010 |
| ---- | ---- | ---- |
| 197  | ↘171 | ↘160 |

Численность населения деревни по оценке на начало 2001 года составляла 197 жителей.

## История
С января 1995 до декабря 2005 года Слепнёво входило в состав Морозовской волости. С января 2006 до апреля 2015 года деревня входила в состав ныне упразднённой Слепнёвской волости в качестве её административного центра.